# Bord
Bord (románul: Bord) falu Maros megyében, Erdélyben. Közigazgatásilag Oláhkocsárd községhez tartozik.

## Fekvése
Marosvásárhelytől 36 km-re délnyugatra fekszik, Radnóttól délre, kb. 380 m-es tengerszint feletti magasságban.

## Története
Nevét 1348-ban említették először az oklevelek Burdfolua néven. 
1351-ben Bord, 1360-ban Bardhaza, 1383-ban Boord, 1390-ben Bord néven írták.
1470 előtt a Bordi család, Bordi László birtoka volt, melyet 1470 június 5-i dátummal kelt oklevél szerint Bordi néhai László unokái itteni birtokrészüket Eceli Tabiási Györgynek adták el.
1484-ben Kisfaludi Balázs özvegye Erzsébet is birtokos volt itt, aki itteni birtokrészét 25 Ft-ért Altemberg Thomas szebeni polgármesternek adta zálogba.
1505-ben már több családnak is birtoka volt.
A 20. század elején Kis-Küküllő vármegye Radnóti járásához tartozott.
1910-ben 635 lakosa volt, ebből 11 magyar, 622 román volt, melyből 619 görögkatolikus, 12 izraelita volt.